# Megalothrips spinosus
Megalothrips spinosus är en insektsart som beskrevs av Ian A. Hood 1908. Megalothrips spinosus ingår i släktet Megalothrips och familjen rörtripsar. Inga underarter finns listade i Catalogue of Life.